# Камельчук Юрій Олександрович
Юрій Олександрович Камельчук (ур. Кривокобилко, нар. 12 лютого 1980, Львів, УРСР, СРСР) — Народний депутат України IX скликання. Член депутатської провладної фракції Слуга народу.

## Життєпис

### Освіта
Закінчив факультет журналістики Львівського університету ім. І. Франка, вивчав досвід бізнесу та організації суспільних просторів у Сингапурі, Ізраїлі, Швеції, Польщі та Іспанії.
Отримав диплом магістра Київського національного університету імені Тараса Шевченка за освітньою програмою «Публічне управління та адміністрування» у 2021 році.
Вивчав програмування, журналістику, інтернет-маркетинг, бізнес, психологію, фасилітацію, НЛП, тренерство, управління проектами та біржову торгівлю. Пройшов тренінги Тоні Робінса, Френка П'юселіка, Майкла Роуча.
У 2022 році вступив до аспірантури на Факультет Міжнародних відносин Львівського університету за напрямком Міжнародних економічних відносин.

### Професійна кар'єра
Засновник бізнес-спільноти Ukrainian Business Community, платформи розвитку бізнесу «Бізнес Актив» та Cardinal University.
2022 року став викладачем Кафедри економіки, фінансів та управління бізнесом Університету новітніх технологій предметів «Фасилітація», «Фінансова інфраструктура», «Стартап та інтернет технології у фінансовій сфері».

### Політика
На парламентських виборах 2019 року балотувався як кандидат від партії «Слуга народу» на 124-у виборчому окрузі. В результаті здобув перемогу отримавши 16,7 % голосів.
У ВРУ увійшов до Комітету з питань енергетики та житлово-комунальних послуг, заступник члена Постійної делегації у Парламентській асамблеї Ради Європи. 12 грудня 2019 року увійшов до об'єднання «Гуманна країна», створеного за ініціативи UAnimals для популяризації гуманістичних цінностей та захисту тварин від жорстокості. Виступає за виплати пенсій громадянам України, які мешкають на тимчасово окупованих територіях, він вважає це «обов'язком України».
12 лютого 2020 року підтримав ідею відновлення подачі дніпровської води російським окупантам в Криму за ціною нафти.
16 вересня 2020 року голосували за проєкт закону № 3717, у який пропонувалося внести правки в статтю 48 «Мова освітнього процесу у закладах вищої освіти», щоб іноземні громадяни або особи без громадянства могли здобувати вищу освіту іноземною мовою, зокрема й російською. Ці зміни активно підтримували проросійські депутати.

## Скандали
13 грудня 2020 року в ефірі проросійського каналу «Наш» назвав Covid-19 вигаданою хворобою. Це не завадило йому пізніше бути призначеним спікером в ПАРЄ з теми COVID-паспортів. Також не одноразово виступав з промовами що не довіряє жодній вакцині, та закликає не вакцинуватися, обіцяв що буде голосувати проти постанови про заборону відвідування громадських місць без вакцинації.
18 грудня 2020 в інтерв'ю виступив проти легалізації проституції, бо вона «відбирає енергію. У ведичних науках так написано».
У квітні 2021 Камельчук задекларував 15 соток землі в селі Березівка Київської області (в котеджному містечку «Нова Березівка»), де згодом почалось будівництво двоповерхового котеджу.
У травні 2021 Камельчук потрапив у передачу ЗупиниЛося у зв'язку з тим, що його дружина припаркувалась з порушенням правил дорожнього руху. Депутат звинувачував активістів у хамстві його дружині, псуванні майна та агресивно спілкувався. Пізніше він визнав свою провину, вибачився та зобов'язався працювати над своєю поведінкою та знанням ПДР.
У червні 2021 керівник та топменеджер державного підприємства «Львіввугілля» пішли у планову відпустку. В цей час відбулась зміна керівництва держпідприємства, яка за словами народного депутата Михайла Боднара пов'язують з проханням Камельчука до нового міністра, а також додає, що зазвичай на таку керівну посаду ставлять значно досвідченіших людей. В результаті було знижено ціну на вугілля і продавали його дешевше тільки одній компанії. 
У серпні 2021 Камельчук звертався до голови Вищого антикорупційного суду Олени Танасевич з пропозицією обрання певного запобіжного заходу одній людині. Танасевич звернулась до Вищої ради правосуддя з повідомленням про втручання у діяльність суду.
27 грудня 2022 року НАБУ і САП повідомили Юрію про підозру у внесенні неправдивих даних до декларації за 2020 рік, де він не вказав квартиру, яку орендував протягом двох років.

## Особисте життя
- Одружений з Тетяною Камельчук (психолог, практик остеопатії).
- Донька Луїза від першого шлюбу.
- Батьки — пенсіонери, працювали інженерами на шахтах Червонограда. Дідусь та бабуся також були працівниками шахт Червонограда.